# ヨハネ文書
ヨハネ文書（ヨハネぶんしょ）とは、新約聖書中の『ヨハネによる福音書』と3通のヨハネ書簡（『ヨハネの手紙一』、『ヨハネの手紙二』、『ヨハネの手紙三』）、および『ヨハネの黙示録』の5つの文書を言う。しかし現在では『黙示録』は除外し、四文書のみを指すことの方が多い。これは、『黙示録』のギリシア語表現が他文書とは明らかに異質であるという古代からも知られていた事実と、思想的にも大きな違いがあるとの認識による。

## ヨハネ福音書の作者問題
リベラルの解釈によれば、テキストから読み取れるのは、『ヨハネ福音書』が「イエスの愛しておられた弟子」とされる名の明かされていない著者によって執筆されたということだけである。現在支持者の多い説に、『ヨハネ福音書』はいくつかの段階を経てキリスト教内のあるグループの手によって成立したとする説があり、このグループを「ヨハネ教団」と呼んでいる（後述）。福音書の内容から、ヨハネ教団は使徒ヨハネを重視しており、ヨハネ自身がリーダーであった可能性も高い。
この福音書に関する伝統的な解釈、使徒ヨハネによる単独の著述という説を支持する保守的な立場の学者たちは『ヨハネ福音書』の成立時期は85年ごろであると考えるが、近代以降、学者たちの中には『ヨハネ福音書』が最終的に完成した時期は2世紀初頭であり、その筆者は複数、いわゆる「ヨハネ教団」であるとする説が優勢である。この説では、『ヨハネ福音書』の最初の版の成立が50年代で、最終的に完成を見たのが100年ごろであるとしている。この説では、『ヨハネ福音書』21章を、それまでの部分とは違う筆者による部分であり、使徒ヨハネの死になんらかの説明を加えるために書き加えた部分であると考える。
テキスト自体からも、この福音書がイエスの時代から数十年後に書かれたことを読み取ることができる。純粋にテキストから言えることは、『ヨハネ福音書』がエルサレム神殿の崩壊（紀元70年）後、同じイエス・キリストを信じるグループの中で、ユダヤ教の伝統を保持しようとしたユダヤ人キリスト教徒とユダヤ教の伝統の保持を重視しなかったパウロのグループとが完全に決裂した後に書かれたということである。聖書学者F.C.バウアーは『ヨハネ福音書』の成立を紀元160年以降と考えているが、これは成立時期の諸説の中ではもっとも遅いものである。
『ヨハネ福音書』は福音書の中で最後に成立したと考えられているので、その成立時期を特定することには福音書全体の成立時期を考える上で大きな意味がある。他の福音書と同じように、『ヨハネ福音書』もまた現在では失われた資料をもとに執筆されたものと考えられる。ヨハネ教団の研究で知られる聖書学者レイモンド・ブラウンは『ヨハネ福音書』の中には三層にわたる編集の後が見られるという。最古の層は生前のイエスを実際に知るものによる記録である。そこへ第二の層として他の資料による記述が付加され、最終的に第三の層として全体が統一的に編集されたというのである。
ただし、「ヨハネ教団」説などの段階的編集を想定する説にとって、『ヨハネ福音書』の文体論的な強い統一性の説明が容易でないと捉える学者もいる（D. A. Carson, Douglas J. Mooなど）。また、2世紀から4世紀において『ヨハネ福音書』が使徒ヨハネに由来するという証言が多く一貫して存在する一方で「ヨハネ教団」のような組織に関しては一切証言が残っていないことも「ヨハネ教団」説には不利である。
1920年にエジプトで発見され、現在はマンチェスターのジョン・ライランズ文庫に納められているパピルスの断片（学術的に「P52」と称されている）には『ヨハネ福音書』18:31-33と18:37-38の箇所が記されている。これは2世紀前半のものとされているが、これが真であれば現在見つかっている中では新約聖書の世界最古の断片ということになる。
しかし、このパピルス断片P52の成立時期が本当に2世紀であるかどうかに関しては疑問も出されており、疑問の理由として次の二つがあげられている。まず第一に他のどんなギリシア語資料の断片であっても、その資料の内容そのものに時期を特定させるものがないかぎり、ある時期に絞り込むことは難しいということである。第二にこの断片は巻物からとられたのではなくコデックス（冊子本）からとられたとみられているが、この時期に巻物でなく、（後代に一般的になる）コデックスが普及していたという事実を示すには資料が不十分であるということである。つまり、2世紀のものならコデックスより巻物であるほうの確率が高いはずなのだ。
もしこの断片が2世紀前半のものであるならば、コデックスの最初期の例ということになる。この断片は9×5cmと非常に小さいので、果たしてこれが私たちの今読んでいる『ヨハネ福音書』と同じものかどうかまではわからない。しかし、厳密な年代についての異議は出ているにせよ、この断片が新約聖書の最古の断片であるということは間違いがない。年代の古さでいえばこのP52に次ぐのは「エゲルトン福音断片」といわれるものである。これは2世紀半ばのコデックスの断片で、そこに記されている福音書のことばは四つの福音のどれとも一致しないが、ヨハネの記述にもっとも近い内容である。学者によってはエゲルトン福音断片の記述は『ヨハネ福音書』の初期の版かあるいはその流れを汲んでいるのではないかと考えているものもある。

## ヨハネ文書の著者
『ヨハネの黙示録』が序文でヨハネを名乗っているほかは、これらの本文中に著者の名前は記載されていない。伝統的にこれらの文書はいずれも使徒ヨハネに由来するものとされてきた。しかし、使徒ヨハネ自身がすべてを書いたと考えられていたわけでもない。すでに伝承も、『ヨハネの福音書』は口述によるもので弟子プロクルスの筆録になると考えていた。
4-5世紀の神学者ヒエロニムスらは、使徒ヨハネとは別人の長老ヨハネが『ヨハネの手紙二』と『ヨハネの手紙三』を書いたとの見解を示した。ただし D. A Carson は語彙、構造、文体において『ヨハネの手紙一』『ヨハネの手紙二』『ヨハネの手紙三』はいずれも『ヨハネの福音書』と非常に似ていることを指摘している。
また、『ヨハネの黙示録』の正統性も長く議論になってきた。『ヨハネの黙示録』は他のヨハネ文書と文体上の特徴を共有しないため、筆者を異にする可能性は、筆者を同一とする見方とともに長く古代教会のなかに存し、両陣営の間にたびたび議論が行われた。エウセビオスは『教会史』に「使徒ヨハネとは異なる別のヨハネ」を黙示録の筆者とする議論を収録している。2世紀の神学者ユスティノスを始めとして、紀元200年前後の神学者たち（リヨンのエイレナイオス、アレクサンドリアのクレメンス、テルトゥリアヌス、キプリアヌス、ヒッポリュトス）は黙示録を使徒ヨハネに帰するのに対し、3世紀半ばのアレクサンドリアのディオニシウスや、エウセビオスが異議を唱えている。
高等批評の影響下にある今日の近代聖書学の大勢は、ヨハネ文書のいずれも使徒ヨハネ自身が書いたものでは無いと考えている。しかし、聖書批判学者の間でも、それぞれの著者の帰着は議論の一致を見ていない。
3人の著者を想定する例を挙げる。
1. 『ヨハネによる福音書』と『ヨハネの手紙一』の著者
2. 『ヨハネの手紙二』と『ヨハネの手紙三』の著者
3. 『ヨハネの黙示録』の著者

『ヨハネによる福音書』は原作者のほかに大きな加筆、編集を加えたものとして、これだけで3人の記者を想定する説もある。詳しくは『ヨハネによる福音書』の項を参照のこと。
それぞれの著者が誰であるかはともかく、これら文書の思想的な共通点から、キリスト教団内の一定のグループがこれらヨハネ文書を作り出したとする考え方が主流である。このグループをヨハネ教団と呼ぶ。
『ヨハネの黙示録』に限っては、他と異なる終末思想を提示しているとの指摘がある。